# Conus simonis
Espèce
Conus simonis est une espèce de mollusques gastéropodes marins de la famille des Conidae.
Comme toutes les espèces du genre Conus, ces escargots sont prédateurs et venimeux. Ils sont capables de « piquer » les humains et doivent donc être manipulés avec précaution, voire pas du tout.

## Taxonomie

### Publication originale
L'espèce Conus simonis a été décrite pour la première fois en 2010 par le malacologiste italien Luigi Bozzetti (d) dans « Malacologia Mostra Mondiale »,.

### Synonymes
- Conus (Pionoconus) atimovatae (Bozzetti, 2012) · non accepté
- Conus (Pionoconus) simonis Bozzetti, 2010 · appellation alternative
- Conus atimovatae (Bozzetti, 2012) · non accepté
- Pionoconus atimovatae Bozzetti, 2012 · non accepté (combinaison originale)